# 1986年1月逝世人物列表
1986年逝世人物列表：1月 - 2月 - 3月 - 4月 - 5月 - 6月 - 7月 - 8月 - 9月 - 10月 - 11月 - 12月
1986年1月逝世人物列表，是用于汇总1986年1月期间逝世人物的列表。

## 依日期排序

### 1日
- 阿爾伯特·阿利，66歲，美國電影製片人。[1]
- Rattan Bai，95歲，印度女演員和歌手。
- 特奧多爾·比雷戈沃伊，77歲，波蘭奧林匹克競走運動員（1936 年）。
- 大衛·塞西爾勳爵，83歲，英國歷史學家。[2]
- 肯尼斯·德·伯格·科德靈頓（Kenneth de Burgh Codrington），86歲，英國考古學家。
- 羅傑·埃雷爾（Roger Erell），78歲，法國建築師。
- 马蒂·弗里德曼，96歲，美國籃球運動員和教練。
- 比爾·霍爾，57歲，美國棒球運動員。
- 埃米特·拉弗里，83歲，美國編劇。[3]
- Pavao Löw，75歲，南斯拉夫足球運動員。
- Harry McQuinn，80歲，美國賽車手。
- Eibhlín Ní Bhriain，60歲，愛爾蘭記者。
- 布魯斯·諾裡斯（Bruce Norris），61歲，美國冰球主管（底特律紅翼隊），肝功能衰竭。[4]

### 2日
- Leo Bensemann，73歲，紐西蘭藝術家和印刷師。
- 維拉·巴克（Vera Buck），82歲，澳大利亞鋼琴家和作曲家。
- 約翰·切諾維斯，88歲，美國政治家，美國眾議院議員（1941—1949年、1951—1965年）。
- 派翠克·范登-本普德-約翰斯通，第四代德溫特男爵，84歲，英國政治家和世襲貴族。
- 鮑勃·芬利，70歲，美國棒球運動員。
- Hartford N. Gunn Jr.，59歲，美國電視主管（PBS），白質腦病。[5]
- 约翰·哈吉斯，65歲，美國籃球運動員。
- Günther Heydemann，71歲，德國 U 型潛艇指揮官。
- 約翰·霍華德爵士，84歲，英國土木工程師。
- Wilbur V. Hubbard，78歲，美國大學體育教練，中風。
- 赫伯·馬吉德森，79歲，美國作詞家。[6]
- 派特裡夏·邁爾斯·馬丁，86歲，美國作家。
- 珀西·麥凱爾維，89歲，加拿大政治家。
- 烏娜·默克爾，82歲，美國女演員（《夏日與煙霧》、《沉思的心》）。[7]
- 諾娜·穆拉維約娃，79歲，蘇聯政治家。
- 喬克·理查森，79歲，蘇格蘭足球運動員。
- Bill Veeck，71歲，美國棒球主管，肺癌。[8]
- Frithjov Meier Vik，83歲，挪威政治家。

### 3日
- 多蘿西·鄧巴·布羅姆利（Dorothy Dunbar Bromley），89歲，美國記者。[9]
- Lindesay Clark，89歲，澳大利亞採礦工程師和高管。
- 約翰·克羅寧，69歲，英國政治家，國會議員（1955—1979年），心臟病發作。
- 喬治·芬奇，83歲，美國將軍。
- 達斯汀·吉（Dustin Gee），43歲，英國喜劇演員，心臟病發作。
- 克雷爾·格雷夫斯（Clare W. Graves），71歲，美國心理學家。
- 奇科·埃爾南德斯（Chico Hernández），70歲，古巴棒球運動員。
- 吉米·伊塞爾，69歲，威爾士足球運動員。
- 延斯·比耶爾·雅各森（Jens Bjerre Jacobsen），82歲，丹麥作曲家。
- 喬治·克勞斯，84歲，德國電影攝影師（《光榮之路》）。
- 吉姆·奎因，81歲，澳大利亞足球運動員。
- Nani Wartabone，78歲，印尼政治家。
- Jan Zumbach，70歲，波蘭王牌飛行員。

### 4日
- 朱塞佩·阿多巴蒂（Giuseppe Addobbati），76歲，義大利演員。
- Gösta Bernhard，75歲，瑞典演員和電影製片人。
- 亨利·菲爾德，83歲，美國人類學家，呼吸衰竭。[10]
- 威尔伯·R·弗兰克斯（Wilbur R. Franks），84歲，加拿大科學家，g-suit 的發明者。
- Jan Huges，81歲，荷蘭奧林匹克賽艇運動員（1928 年）。
- 克里斯多福·伊舍伍，81歲，英裔美國作家（《再見柏林》、《單身男人》、《克裡斯托弗和他的同類》），前列腺癌。[11]
- 傑克·利特爾（Jack Little），77歲，美籍澳大利亞廣播員。
- 沃爾特·朗（Walter K. Long），81歲，美國歷史學家。
- 菲爾·利諾特（Phil Lynott），36歲，愛爾蘭音樂家（Thin Lizzy）和詞曲作者（《男孩們回到城裡》），敗血症。
- Lisi Mangold，35歲，瑞士女演員，癌症。
- 戴夫·莫雷，96歲，美國大學體育教練。
- 愛德華·皮尤（Edward Pugh），76歲，英國聖公會主教。
- 弗里茨·舒特，88歲，荷蘭奧林匹克游泳運動員（1924 年）。
- Maskoen Soemadiredja，78歲，印尼政治家。
- J. B. H. Wadia，84歲，印度電影製片人。

### 5日
- 約翰尼·艾肯斯（Johnnie S. Aikens），71歲，美國政治家。
- 約翰·巴羅爵士，第二代男爵，87歲，英國政治家，國會議員（1945—1966年）。
- 埃琳娜·德·加蘭塔（Elena de Galantha），95歲，匈牙利裔美國組織學家。[12]
- 約瑟夫·迪瓦科，74歲，美國黑幫老大。[13]
- 湯瑪斯·希斯科特，68歲，英國演員。
- Don McKellar，61歲，澳大利亞政治家。
- 伊尔马里·萨尔米宁（Ilmari Salminen），83歲，芬蘭奧運會長跑運動員（1936年）。
- Eivind Sværen，68歲，挪威鉛球推桿。
- Wei Wu Wei，90歲，英國戲劇製作人和道家哲學家。
- 拉多萬·佐戈維奇，78歲，南斯拉夫詩人。

### 6日
- 羅尼·科德（Ronnie Cord），42歲，巴西歌手。
- 約翰尼·道森（Johnny Dawson），83歲，美國高爾夫球手。
- Shanti Kumar Desai，77歲，印度音樂總監。
- Jan Halle，82歲，荷蘭足球運動員。
- 克裡斯托弗·賈亞瓦德納（Christopher Jayawardena），87歲，斯裡蘭卡環保主義者。
- 弗蘭克·米勒，73歲，美國大提琴家。
- Fernand Oubradous，82歲，法國音樂家。
- NK Seshan，58歲，印度政治家。
- 詹姆斯·范·讚特，87歲，美國政治家，美國眾議院議員（1939—1943年、1947—1963年）。[14]

### 7日
- Germaine Arbeau-Bonnefoy，92歲，法國鋼琴家。
- 喬·伯恩斯，85歲，美國棒球運動員。
- P. D. Eastman，76 歲，美國兒童作家（Are You My Mother？， Go， Dog.Go！、Sam and the Firefly）、肺炎。[15]
- 喬·巴斯貝·哈米特（Joe Busbey Hamiter），86歲，美國法官。
- 威爾弗雷德·福爾摩斯，85歲，美國海軍軍官。
- 蘇萊曼·哈特，24-25歲，埃及大屠殺犯（拉斯布爾卡大屠殺），上吊自殺。
- John C. Mandanici，68歲，美國政治家。
- 尼古拉斯·莫曼多（Nicholas Mormando），41歲，美國黑幫老大（甘比諾犯罪家族），被槍殺。
- 胡安·魯爾福（Juan Rulfo），68歲，墨西哥作家和編劇。[16]
- 弗雷德·湯姆森（Fred Thomsen），88歲，美式橄欖球運動員和教練。
- 雷克斯·威爾斯，84歲，英國歷史學家和工程師。

### 8日
- 戈登·亞當森，81歲，加拿大建築師。
- 巴茲爾·菲茨赫伯特，第14代斯塔福德男爵，59歲，英國世襲貴族。
- 皮埃爾·富尼耶，79歲，法國大提琴家。
- 西德尼·哈裡森（Sidney Harrison），82歲，英國鋼琴家和作曲家。
- 瑪麗亞·德·埃爾南德斯（Maria L. de Hernández），89歲，墨西哥裔美國民權活動家。
- Henry Lillee，74歲，愛爾蘭聖公會主教。
- Josette Nevière，52歲，法國奧林匹克滑雪運動員（1956 年）。
- 尼爾·薩法林（Neil Savaryn），80歲，俄羅斯裔加拿大希臘天主教主教。
- 漢斯·施密茨，89歲，德國政治家。
- 曼塞爾·湯瑪斯，76歲，威爾士作曲家。

### 9日
- 吉米·亞當斯，75歲，蘇格蘭高爾夫球手。
- 露西亞·蔡斯（Lucia Chase），88歲，美國舞蹈家和女演員。[17]
- 蜜雪兒·德·塞托（Michel de Certeau），60歲，法國社會學家，胰腺癌。
- W. S. Graham，67歲，蘇格蘭詩人。
- 哈里·霍普金斯（Harry Hopkins），73歲，紐西蘭土木工程師和學術管理人員。
- 威爾遜·鐘斯，71歲，威爾士足球運動員。
- Rod Macalpine-Downie，51歲，英國帆船設計師。
- 法比奧·曼吉利，74歲，義大利奧林匹克馬術運動員（1948 年）。
- 卡爾·羅斯（Carl Ross），84歲，英國漁業企業家。
- 亨利·塔克爵士，82歲，百慕達政治家。

### 10日
- 恩斯特·安吉爾（Ernst Angel），91歲，奧地利出生的美國詩人和編劇。
- 莫里茨·杜布勒布斯基-斯特內克（Moritz Daublebsky-Sterneck），73歲，奧地利人道主義者。
- 喬·法雷爾，48歲，美國爵士音樂家，骨髓增生異常綜合征。[18]
- 埃米爾·福勒（Emil Forrer），91歲，瑞士語言學家和考古學家。
- 埃塔·哈裡奇-施耐德（Eta Harich-Schneider），91歲，德國音樂學家。
- 愛德華·簡薇（Edward G. Janeway），84歲，美國政治家，佛蒙特州參議院議員（1959—1979年）。
- 羅伊·詹森（Roy Johnson），90歲，美國棒球運動員。
- 約瑟夫·克拉夫特，61歲，美國記者，心力衰竭。[19]
- 恩斯特·莱纳（Ernst Lehner），73歲，德國足球運動員。
- 威廉·菲力浦，69歲，德國王牌飛行員。
- Reg Rattey，67歲，澳大利亞士兵。
- 詹姆斯·特裡·羅奇（James Terry Roach），25歲，美國被定罪的殺人犯，被電椅處決。
- 拉蒙·塞恩斯·德·瓦蘭達（Ramón Sainz de Varanda），61歲，西班牙政治家。
- 雅罗斯拉夫·塞弗尔特，84歲，捷克斯洛伐克作家，諾貝爾獎獲得者（1984 年）。[20]
- 馬丁·史蒂文斯，56歲，英國政治家，國會議員（自 1979 年起）。
- 羅傑里奧·塔皮亞，82歲，西班牙足球運動員。
- James M. Tunnell Jr.，75歲，美國政治家。
- 卡洛·瓦雷托，80歲，義大利奧林匹克射擊運動員（1936 年、1956 年）。

### 11日
- 伊利亞·阿韋爾巴赫（Ilya Averbakh），51歲，蘇聯電影導演。
- Prescott E. Bloom，43歲，美國政治家，房屋火災。[21]
- 菲爾·佈雷迪（Phil Brady），42歲，美式橄欖球運動員。
- 席德卓別林，69歲，英國作家。
- 羅伯特·考爾森（Robert E. Coulson），73歲，美國政治家。
- Andrzej Czok，37歲，波蘭登山者，肺水腫。
- 克拉倫斯·埃克斯特羅姆（Clarence Ekstrom），83歲，美國海軍上將。
- 安妮·胡珀（Annie Hooper），88歲，美國雕塑家。
- 上村一夫，45歲，日本漫畫家，下咽癌。
- 沃爾特·凱倫伯格（Walter P. Kellenberg），84歲，美國羅馬天主教主教。
- Heinz Plumanns，83歲，德國奧林匹克跳水運動員（1928 年）。
- 亨利-查理斯·普埃赫（Henri-Charles Puech），83歲，法國歷史學家。
- Maja Refsum，88歲，挪威雕塑家。
- Grover Resinger，70歲，美國棒球教練。
- 羅傑·特林奎爾（Roger Trinquier），77歲，法國士兵。

### 12日
- 傑克·安德魯斯爵士，82歲，北愛爾蘭政治家。
- 馬塞爾·阿蘭德（Marcel Arland），86歲，法國小說家。
- 羅伯特·亞瑟頓（Robert C. Atherton），77歲，美國雜誌編輯和出版商。
- Hinko Bauer，77歲，南斯拉夫建築師。
- 約瑟夫·本-大衛（Joseph Ben-David），65歲，匈牙利裔以色列社會學家。
- 路德維希·比爾曼，78歲，德國天文學家。
- Ladislao Brazionis，56歲，烏拉圭足球運動員。
- 馬丁·伯肯羅德，75歲，美國海洋生物學家。
- 胡安·卡洛斯·科拉佐，78歲，烏拉圭足球運動員。
- Assia Dagher，77歲，黎巴嫩-埃及女演員。
- 鲍勃·考夫曼（Bob Kaufman），60歲，美國詩人和爵士音樂家，肺氣腫。[22]
- Lars Leksell，78歲，瑞典醫生。
- 赫伯特·普林斯，94歲，英國足球運動員。
- 爱德华多·里索，60歲，烏拉圭奧運賽艇運動員（1952 年）。
- 埃迪·所羅門，34歲，美國棒球運動員，交通事故。[23]
- Sunawar Sukowati，63歲，印尼政治家。
- 諾曼·特恩布爾（Norman Turnbull），85歲，加拿大政治家。
- Hoylande Young，82歲，美國化學家。

### 13日
- 阿爾貝托·阿卜杜拉，65歲，烏拉圭政治家，副總統（1967—1972年）。
- Lurline Collier，92歲，美國教育家。
- 邁克·加西亞，62歲，美國棒球運動員，糖尿病。
- 傑奎琳·格羅格（Jacqueline Groag），82歲，英國紡織品設計師。
- Jan Holobrádek，70歲，捷克斯洛伐克奧運賽艇運動員（1936 年）。
- 阿卜杜勒·法塔赫·伊斯梅尔（Abdul Fattah Ismail），46歲，南葉門政治家，在戰鬥中陣亡。[24]
- 皮埃爾·姆瓦納·卡松戈（Pierre Mwana Kasongo），47歲，薩伊足球運動員。
- 威廉·昆斯特，76歲，德國木雕家。
- 凱文·隆巴頓，45歲，澳大利亞橄欖球運動員。
- 尼科洛·特隆奇，80歲，義大利奧林匹克體操運動員（1936 年）。
- 小百合葉子，84歲，日本女演員。

### 14日
- Daniel Balavoine，33歲，法國歌手，直升機墜毀。
- William W. Hagerty，69歲，美國學術管理人員，癌症。[25]
- 傑弗里·赫克洛茨，83-84歲，英國植物學家和鳥類學家。
- 阿爾夫·約翰森，66歲，挪威醫生和士兵。
- 馬濟時，70-71歲，葡萄牙殖民地行政官，澳門總督（1959—1962年）。
- 卡羅琳·康恩·摩爾（Carolyn Conn Moore），82歲，美國政治家。
- 唐娜·里德，64歲，美國女演員（《從這裡到永恆》、《美好的生活》、《唐娜·裡德秀》），胰腺癌。[26]
- 胡安·曼努埃爾·羅薩斯，49-50歲，西班牙作家。
- Raissa Ruus，43歲，蘇聯愛沙尼亞奧運選手（1972 年）。
- 蒂埃里·薩賓（Thierry Sabine），36歲，法國摩托車賽車手，直升機墜毀。
- 阿爾弗雷德·施萊赫特（Alfred Schlecht），82歲，瑞士足球運動員。
- 羅伯特·特羅施，74歲，瑞士演員。
- 瓦列里安·佐林，84歲，蘇聯外交官。

### 15日
- 撒母耳·巴森（Samuel Bason），91歲，美國政治家，北卡羅來納州參議院議員（1947—1959年）。
- 阿爾弗雷德·貝斯塔爾（Alfred Bestall），93歲，英國漫畫家（Rupert Bear）。
- Lamar Boren，68歲，美國電影攝影師。
- 克努特·佈雷尼爾森，68歲，挪威足球運動員。
- 讓·卡蘇，88歲，法國詩人。
- 喬治·科布，71歲，美國高爾夫球場設計師。
- 吉姆·克勞利（Jim Crowley），83歲，美式橄欖球運動員。[27]
- 埃米爾·哈斯勒（Emil Hasler），84歲，德國藝術總監。
- 萊斯·麥克法蘭（Les MacFarlane），66歲，澳大利亞政治家。
- 湯瑪斯·馬婁尼，96歲，美國政治家，加利福尼亞州參議院議員（1925—1933年）和州議會議員（1933—1957年）。[28]
- Nyle McFarlane，50歲，美式橄欖球運動員。
- 安妮·雷伯恩（Anni Rehborn），81歲，德國游泳運動員。
- 弗拉基米爾·羅迪穆什金，64歲，蘇聯奧運賽艇運動員（1952 年）。
- 弗雷德·湯瑪斯，93歲，美國棒球運動員。
- 安娜·澤曼科娃，77歲，捷克斯洛伐克畫家。

### 16日
- 赫伯特·阿姆斯壯（Herbert W. Armstrong），93歲，美國傳教士，全球上帝教會（Worldwide Church of God）的創始人。[29]
- 勞倫斯·杜拉赫爵士，81歲，英國海軍上將。
- James L. Hicks，70歲，美國記者，中風。[30]
- 胡愈之，89歲，中國政治家。
- Archie E. O'Neil，80歲，美國將軍。
- 比爾·理查森（Bill Richardson），77歲，英國報紙編輯。
- 吉恩·羅斯（Gene Rose），72歲，美式橄欖球運動員。
- Stjepan Šulek，71歲，南斯拉夫克羅埃西亞作曲家。
- 梅原龍三郎，97歲，日本畫家。
- Pearl Warren，74歲，美國社區領袖。
- 彼得·沃特曼，51歲，英國拳擊手。

### 17日
- Ernest C. Arbuckle，73歲，美國商業領袖和學術管理人員，交通事故。[31]
- 厄爾康拉德，79歲，美國作家和歷史學家，淋巴瘤。[32]
- 湯米·弗萊姆，83歲，蘇格蘭足球運動員。
- 羅伯特·萊登，43歲，美國演員。
- A. C. N. Nambiar，89-90歲，印度外交官。
- Halldor O. Opedal，90歲，挪威民俗學家。

### 18日
- 唐納德·普特南·阿博特（Donald Putnam Abbott），65歲，美國動物學家。
- 莫裡斯·布倫南（Maurice Brennan），72歲，英國航空工程師。
- 弗里達·克拉拉，77歲，義大利奧林匹克滑雪運動員（1936 年）。
- 羅伯特·麥克法蘭·科爾三世，96歲，美國化學工程師。[33]
- 瓦洛·霍寧，75歲，瑞士奧林匹克擊劍運動員（1948 年）。
- 倫諾克斯·約翰斯頓（Lennox Johnston），86歲，蘇格蘭醫生和反吸煙宣導者。
- 埃德溫·盧克，74歲，美國演員。
- 麥金利·米切爾（McKinley Mitchell），51歲，美國藍調音樂家。[34]
- Eugen Ray，28歲，德國短跑運動員，交通事故。
- 埃德蒙多·里維羅（Edmundo Rivero），74歲，阿根廷音樂家。
- 南希·威爾遜·羅斯（Nancy Wilson Ross），84歲，美國小說家。[35]
- 派特·奎因，55歲，英國橄欖球運動員。
- 石母田正，73歲，日本歷史學家。
- 亞瑟·惠特，64歲，英國足球運動員。

### 19日
- 熱拉爾·卡隆，69歲，加拿大鋼琴家。
- 薩米·德雷克塞爾（Sammy Drechsel），60歲，德國喜劇演員和體育廣播員。
- 坎瓦爾·拉爾·古普塔（Kanwar Lal Gupta），61歲，印度政治家。
- E. Lowell Kelly，80歲，美國心理學家。
- 尼古拉·佩利奇，73歲，南斯拉夫足球運動員。
- Nino Salvo，56歲，義大利商人，癌症。
- R. Tom Sawyer，84歲，美國機車工程師。
- 漢斯·哈特維格·塞多夫（Hans Hartvig Seedorff），93歲，丹麥詩人和作詞家。
- 喬治·辛克，85歲，印度-英國聖公會主教。
- 科林·西姆爵士，82歲，澳大利亞商人和律師。
- Vainerere Tangatapoto，73歲，庫克群島政治家。
- 卡羅爾·斯圖爾特·沃森（Carol Stuart Watson），54歲，美國插畫家。
- Cy Wentworth，82歲，美式橄欖球運動員。
- Adam Włodek，63歲，波蘭詩人。

### 20日
- 西德尼·巴頓（Sidney Barton），76歲，英國政治家。
- 奧布拉德·貝洛舍維奇，57歲，南斯拉夫籃球裁判。
- 斯坦利·喬治·布朗（Stanley George Browne），78歲，英國醫學研究員。
- John D. Calandra，57歲，美國政治家，心臟病發作。[36]
- 亞歷克·克萊格爵士，76歲，英國教育家。
- 路易士·哈茨，66歲，美國歷史學家和政治學家，癲癇發作。
- Theodor Hoelty-Nickel，91歲，德裔美國音樂學家。
- 羅伯特·賈德，59-60歲，美國演員。
- 弗朗茨·凱姆瑟，75歲，德國奧林匹克雪橇運動員（1952 年）。
- 亞歷克斯·芒羅，74歲，蘇格蘭喜劇演員。
- 格蕾絲·皮克福德（Grace E. Pickford），83歲，英裔美國生物學家。
- 哈羅德·約翰·派伊（Harold John Pye），84歲，英國製造業高管。
- 托芙·泰爾巴克，86歲，挪威女演員。
- Eyaz Zaxoyî，25歲，伊拉克作曲家，肺結核。

### 21日
- 伊迪絲·克拉拉·巴托（Edith Clara Batho），90歲，英國學術管理人員。
- W. W. Behrens Jr.，63歲，美國海軍上將和海洋學家，心臟病發作。[37]
- 威廉·布萊恩特，86歲，英國足球運動員。
- 紮克·卡爾森（Zuck Carlson），81歲，美式橄欖球運動員。[38]
- 瑪麗·埃裡斯塔維（Mary Eristavi），97歲，俄裔法國貴族和時裝模特。
- Violet B. Haas，59歲，美國數學家，腦癌。
- 土方巽，57歲，日本編舞家。
- 道格·基恩，57歲，英國足球運動員。
- 柏格納·克拉斯諾德布斯卡-加爾多夫斯卡，85歲，波蘭畫家。
- 馬丁·呂克（Martin C. Lueck），97歲，美國政治家。
- 戈登·麥克米倫爵士，89歲，蘇格蘭將軍。
- 克拉拉·摩爾斯，89歲，美國女演員。
- 君特·帕普（Günther Pape），78歲，德國將軍。
- Baby Ray，71歲，美式橄欖球運動員，心臟病發作。
- Anders Törnkvist，65歲，瑞典奧林匹克滑雪運動員（1948 年、1952 年）。
- 費羅爾·西布利·沃森（Ferol Sibley Warthen），95歲，美國畫家。
- 瑪格麗·威爾遜，89歲，美國女演員，中風。[39]

### 22日
- 弗雷德里克·喬治·比爾（Frederick George Beale），79歲，英國警官。
- Nerissa Bowes-Lyon，66歲，英國貴族。
- 斯科特·多布森（Scott Dobson），67歲，英國藝術評論家。
- 伊爾莎·弗洛姆-邁克爾斯（Ilse Fromm-Michaels），97歲，德國鋼琴家和作曲家。
- 湯瑪斯·巴登·莫裡斯（Thomas Baden Morris），85歲，英國劇作家。
- 吉伯特·羅伯茨，85歲，英國海軍軍官。
- Mary Eleanor Spear，88歲，美國數據可視化專家。
- 卡爾·威特曼，42歲，美國同性戀權利活動家，吸毒過量自殺。

### 23日
- 安·安德魯斯，95歲，美國女演員。[40]
- Charles Bergonzi，75歲，摩納哥奧林匹克射擊運動員（1952 年）。
- 约瑟夫·博伊斯，64歲，德國雕塑家和藝術理論家，心力衰竭。[41]
- 伊馮娜·勒費布爾（Yvonne Lefébure），87歲，法國鋼琴家。
- 蒂娜·萊瑟（Tina Leser），75歲，美國時裝設計師。
- 查理斯·摩爾，57歲，美國編舞家。
- 奎因·塔姆（Quinn Tamm），75歲，美國聯邦特工。
- 威拉德·范戴克，79歲，美國電影製片人，心臟病發作。[42]

### 24日
- 奧托里諾·阿洛伊西奧（Ottorino Aloisio），83歲，義大利建築師。
- John Boozer，47歲，美國棒球運動員，霍奇金淋巴瘤。
- 維克多·克魯奇利爵士，92歲，英國海軍上將。
- 埃默森·勒羅伊·卡明斯（Emerson LeRoy Cummings），83歲，美國將軍。
- 瑪麗·赫恩斯，71歲，英國自傳作家。
- L. Ron Hubbard，74歲，美國作家（Dianetics： The Modern Science of Mental Health， Battlefield Earth），山達基教創始人，中風併發症。[43]
- Flo Hyman，31歲，美國奧林匹克排球運動員（1984 年），主動脈夾層。[44]
- 稻田正純，89歲，日本將軍。
- Niilo Juvonen，57歲，芬蘭奧林匹克滑雪運動員（1952 年）。
- 戈登·麥克雷（Gordon MacRae），64歲，美國演員（《奧克拉荷馬州》、《月光灣》、《旋轉木馬》），肺炎。[45]
- 馬修·法蘭西斯·麥奎爾（Matthew Francis McGuire），87歲，美國法官。
- 哈普·佩里（Hap Perry），89歲，美國大學體育教練。
- 阿爾弗雷德·施勒姆（Alfred Schlemm），91歲，德國將軍。
- 利奧波德·松迪，92歲，匈牙利心理學家。
- 約翰·沃恩·威爾克斯（John Vaughan Wilkes），83歲，英國學術管理人員。

### 25日
- 安東尼·吉布斯，第五代奧爾登納姆男爵，63歲，英國世襲貴族。
- 羅伯特·安斯林，87歲，法國演員。
- 貢納爾·伯格，76歲，瑞典奧林匹克鐵餅投擲運動員（1936 年）。
- Pat Coffee，70歲，美式橄欖球運動員。
- Edda Ferronao，52歲，義大利女演員。
- 阿爾伯特·格羅斯曼，59歲，美國音樂經理（鮑勃·迪倫、賈尼斯·喬普林、戈登·萊特富特），心臟病發作。[46]
- 阿爾弗雷德·胡貝爾，75歲，德國足球運動員。
- 約瑟夫·卡姆胡貝爾（Josef Kammhuber），89歲，德國將軍。
- 比爾·克勞斯（Bill Kraus），38歲，美國同性戀權利活動家，愛滋病患者。
- 恩斯特·施納貝爾（Ernst Schnabel），72歲，德國作家。
- 托尼·斯科納瓦卡，59歲，美國畫家，肺癌。
- 鄧尼斯·史密斯，73歲，紐西蘭板球運動員。
- 奧斯瓦爾德·史密斯（Oswald J. Smith），96歲，加拿大傳道人。

### 26日
- 弗蘭克·坎普，80歲，美式橄欖球運動員。
- 何塞·路易士·科斯塔，76歲，西班牙足球運動員。
- 熱拉爾·杜凱（Gérard Duquet），76歲，加拿大政治家。
- Mercy Hatton，95歲，英國女演員。
- 喬治·欣多里（George Hindori），52歲，蘇里南政治家。
- 凱薩琳·霍華德（Katherine G. Howard），87歲，美國外交官和政治家。
- Bernard Lorjou，77歲，法國畫家。
- 諾曼麥肯齊（Norman MacKenzie），92歲，加拿大政治家和學術管理人員。
- Julien Médécin，91歲，摩納哥建築師。
- 尼古拉斯·摩爾，67歲，英國詩人。
- Zabelle Panosian，94歲，奧斯曼帝國出生的美國歌手。
- 格特魯德·華納，68歲，美國電臺名人，癌症。[47]

### 27日
- Nikhil Banerjee，54歲，印度錫塔琴演奏家，心臟病發作。[48]
- Arthur Llewellyn Basham，71歲，英國歷史學家。
- 愛德華·比伯曼（Edward Biberman），81歲，美國藝術家，癌症。[49]
- 林肯·柏格勒姆，73歲，美國雕塑家。[50]
- 萊斯利·威廉·坎農（Leslie William Cannon），81歲，英國空軍軍官。
- 羅伯特·弗雷澤（Robert Fraser），48歲，英國藝術品轉銷商，愛滋病患者。
- 布裡特·休伊，75歲，美國政治家，密西西比州眾議院議員（1956—1964年）。[51]
- Karl Köther，80歲，德國奧林匹克自行車運動員（1928 年）。
- 杜魯門·蘭登（Truman H. Landon），80歲，美國將軍。
- Ken Moule，60歲，英國爵士鋼琴家。
- 莉莉·巴露瑪（Lilli Palmer），71歲，德裔美國女演員（但不是為了我），胃癌。[52]
- 肖恩·奎因，55-56歲，愛爾蘭足球運動員。
- Michal Vičan，60歲，捷克斯洛伐克足球運動員。
- 喬治·韋德，94歲，英國陶器製造商。

### 28日
- 亞瑟·巴克斯特，76歲，蘇格蘭板球運動員。
- Ham Dowling，90歲，美式橄欖球運動員和道路工程師。
- 湯姆·格拉布斯，91歲，美國棒球運動員。
- 詹姆斯·愛德華·穆爾，83歲，美國將軍。[53]
- 多蘿西·普林格（Dorothée Pullinger），92歲，法裔英國汽車工程師。
- 艾倫·桑德斯，86歲，美國漫畫家。[54]
- Zonja Wallen-Lawrence，93歲，瑞典出生的美國生物化學家。
- 美國宇航員在挑战者号航天飞机灾难中喪生：[55]
  - 格里高利·賈維斯，41歲。
  - 克里斯塔·麦考利芙，37歲。
  - 罗纳德·麦克内尔，35歲。
  - 鬼塚承次，39歲。
  - 朱迪斯·蕾斯尼克，36歲。
  - 迪克·斯科比，46歲。
  - 迈克尔·约翰·史密斯，40歲。

### 29日
- Arabik Baghdasarian，46歲，伊朗平面設計師。
- 埃弗雷特·巴克斯代爾（Everett Barksdale），75歲，美國爵士音樂家。
- 肯尼斯·卡姆，60歲，英國板球運動員。
- 萊夫·埃裡克森，74歲，美國演員，癌症。[56]
- 曼弗雷德·梅茨格，80歲，瑞士奧林匹克帆船運動員（1960 年）。
- Otho Prior-Palmer，88歲，英國政治家，國會議員（1945—1964年）。
- 愛德華·蘇伯比爾（Édouard Souberbielle），86歲，法國管風琴家。

### 30日
- 讓·薩拉·布賴滕斯坦（Jean Sala Breitenstein），85歲，美國法官。
- 傑西·斯科特·哈斯科克（Jessie Scott Hathcock），91歲，美國教育家和民權活動家。
- 亞歷山大·亨普希爾，64歲，美國律師和政治家。
- 尼爾斯·阿斯特魯普·霍爾（Nils Astrup Hoel），86歲，挪威商人。
- 伊萬·帕帕寧（Ivan Papanin），91歲，蘇聯極地探險家。
- 古斯塔夫·塞貝斯，80歲，匈牙利足球運動員。
- Ray Thorburn，55歲，澳大利亞政治家。
- 珀西·薇薇安（Percy Vivian），83歲，加拿大政治家。
- 喬斯林·伍爾科姆夫人（Dame Jocelyn Woollcombe），87歲，英國海軍主任。

### 31日
- 湯姆·阿迪，84歲，英國足球運動員。
- 老比爾·布賴森，70歲，美國體育記者。
- 約翰·摩爾·卡爾迪科特，85歲，辛巴威政治家。
- P. J. Conkwright，80歲，美國平面設計師。
- 弗雷迪·伯克·弗雷德里克，65歲，美國演員。
- 菲力浦·傑賽普（Philip Jessup），88歲，美國外交官和法官。[57]
- 默里·凱恩（Murray Kane），70歲，美國作曲家和樂隊經理。
- 莫德拉托，83歲，巴西足球運動員。
- 迪克·西布魯克（Dick Seabrook），75-76歲，英國工會成員。
- 鮑裡斯·斯莫拉爾（Boris Smolar），88歲，俄羅斯出生的美國記者。
- H. E. Tester，80-81歲，丹麥集郵家。
- 西爾維奧·托齊，77歲，義大利奧林匹克摔跤手（1932 年、1936 年）。
- 查理斯·圖爾紮克，86歲，美國藝術家。[58]
- Arie van der Stel，91歲，荷蘭奧林匹克自行車運動員（1920 年）。
- 托尼·維羅納（Tony Velona），65歲，美國詞曲作者。